# Šahovska olimpijada 2004.
36. Šahovska olimpijada održana je 2004. u Španjolskoj. Grad domaćin bila je Calvià.

## Poredak osvajača odličja
| Mj. | Država   | Bodova | Igrači |
| --- | -------- | ------ | ------ |
| 1.  | Ukrajina | 39,5   |        |
| 2.  | Rusija   | 36,5   |        |
| 3.  | Armenija | 36,5   |        |

| Pobjednici           |
| -------------------- |
| Ukrajina Prvi naslov |